# Алфред Кожибски
Граф А̀лфред Ха̀бданк Ска̀рбек Кожѝбски (на полски: Alfred Habdank Skarbek Korzybski) е полско-американски философ и инженер. Основоположник на учение, известно като обща семантика – философия на познанието, която поставя под съмнение все още често използваните и днес схеми на аристотеловската мисъл. Известен е с афористичното обяснение на своята теория: „Картата не е територията“.

## Биография
Роден е на 3 юли 1879 година във Варшава, Руската империя (днес столица на Полша). Произхожда от аристократично полско семейство, чиито членове поколения наред са работили като математици, учени и инженери. Полски език научава в домашни условия, а руски в училище. Има френска и немска гувернантка, така че говори свободно тези четири езика още като дете.
Кожибски получава образованието си във Варшавския политехнически университет като инженер. По време на Първата световна война служи като офицер от разузнаването в руската армия. След като е ранен в крака и има и други наранявания, той заминава за Северна Америка през 1916 г. (първо в Канада, да координира логистиката на артилерията за фронта). Изнася лекции пред полско-американска публика за военния конфликт, насърчава продажбата на военни облигации. След войната решава да остане в САЩ, като получава статут на натурализиран гражданин едва през 1940 г. Запознава се с Майра Еджърли, художничка, правеща портрети върху слонова кост, и се омъжва за нея през януари 1919 г. Бракът им продължава до смъртта му.
Първата му книга, „Зрялост на Човечеството“, е публикувана през 1921 г. В нея той предлага и обяснява подробно нова теория за човечеството: човечеството като време – обвързана група живи същества.
Умира на 1 март 1950 година в Лейквил, окръг Личфийлд, Кънетктикът, на 70-годишна възраст.

## Семиотичната теория на Алфред Кожибски
В опростен вариант същността на теорията на Алфред Кожибски се състои в утвърждаване на положението, че човешкото познание е ограничено, първо, от структурата на нервната система и, второ, от структурата на езика. Човекът съществува в света опосредствано и взаимодействието се осъществява с помощта на „абстракции“ (невербални впечатления и сведения, получени в централната нервна система и вербалните индикатори, изразени в езика).
Често нашите възприятия и нашият език са измамни по отношение на фактите, с които си взаимодействаме. Човешкото разбиране за случващата се често изпуска „структурни сходства“ с това, което наистина се случва. Кожибски обръща внимание на това, че е необходим по-осъзнат подход към въпроса на несъответствието между нашето описание на реалността, нашите хипотези и теории за реалността и самата реалност.
Сложната теория, разработвана от Алфред Кожибски, понякога е редуцирана до въпроса за относителността на глагола „съм“ и често преувеличено се твърди, че Кожибски е против използването на глагола „съм“. Всъщност според него употребата на глагола „съм“ за вътрешната същност на предмета е структурно погрешна и некоректна. Кожибски смята също, че е необходимо да бъдат ограничени случаите на тази конкретна употреба на глагола „съм“ и освен това допуска, че използването на този глагол за осъзнаване на структурните ограничения е погрешно. В своята система семиотика се отказва от определение на същностите (идентификация от английски: identity) на явленията и посочва, че „картата не е самата територия“. Семиотичната система на Кожибски включва сложни въпроси и термини като „ред на абстракциите“ и „осъзнаване на процеса на абстракция“.